# Mimmi Jacobson
Helena Maria (Mimmi) Sofia Jacobsson, född 31 augusti 1864 i Frändefors församling, Älvsborgs län, död 14 september 1953 i Uddevalla församling, Göteborgs och Bohus län, var en svensk rösträttsaktivist, stadsfullmäktigeledamot och folkskollärare.
Mimmi Jacobsson var fosterbarn hos en familj i Vänersborg, utbildade sig till folkskollärarinna och anställdes som lärare i Uddevalla. Hon engagerade sig för jämställdhet och barns rättigheter i samhället. Hon var verksam i kampanjen för införandet av kvinnlig rösträtt i Sverige och ordförande för Föreningen för kvinnans politiska rösträtt i Uddevalla 1912–1915.
Hon satt i Uddevalla stadsfullmäktige 1911–1914. Hon blev den första kvinnan i stadsfullmäktige i Uddevalla och var enda kvinnan där under sin mandatperiod. Hon kommenterade till sin fostersyster "att hon aldrig haft problem med att höras, förrän hon fann sig själv i ett rum fyllt med manliga politiker – nu verkade hon knappt höras alls".